# Sztefan Risztovszki
Sztefan Risztovszki (macedónul: Стефан Ристовски; Szkopje, 1992. február 12. –) macedón válogatott labdarúgó, a Dinamo Zagreb játékosa.

## Pályafutása

### Klubcsapatokban
A Vardar korosztályos csapataiban nevelkedett. 2010 januárjában 17 évesen ötévre aláírt az olasz Parma csapatához, de csak 18 évesen csatlakozott a klubhoz. 2011. július 6-án kölcsönbe került a Crotone csapatához több játéklehetőség miatt, de 2012 januárjában felmondták a kölcsönt. A következő években kölcsönben megfordult a Frosinone, a Bari és a Latina csapataiban. 2015 júliusában a horvát Rijeka szerződtette az olasz Specia Calcio segítségével. 2017. augusztus 7-én a portugál Sporting csapatához írt alá. 2021. február 2-án leigazolta a horvát Dinamo Zagreb.

### A válogatottban
Többszörös korosztályos válogatott. 2011. augusztus 10-én mutatkozott be a felnőtt válogatottban Azerbajdzsán ellen 1–0-ra megnyert barátságos mérkőzés. 2017. június 11-én Spanyolország ellen szerezte meg az első válogatott gólját. A 2021-ben megrendezett 2020-as labdarúgó-Európa-bajnokságra utazó válogatott keret tagja volt.

## Család
Testvére Milan Risztovszki szintén macedón válogatott és a szlovák Spartak Trnava labdarúgója.

## Statisztika

### Válogatott
2023. március 27-i állapotnak megfelelően.
| Macedónia | Macedónia       | Macedónia |
| Év        | Pályára lépések | Gólok     |
| --------- | --------------- | --------- |
| 2011      | 1               | 0         |
| 2012      | 3               | 0         |
| 2013      | 7               | 0         |
| 2014      | 4               | 0         |
| 2015      | 6               | 0         |
| 2016      | 8               | 0         |
| 2017      | 9               | 1         |
| 2018      | 6               | 0         |
| 2019      | 8               | 0         |
| 2020      | 8               | 1         |
| 2021      | 14              | 0         |
| 2022      | 4               | 0         |
| 2023      | 2               | 0         |
| Összesen  | 80              | 2         |

### Góljai a válogatottban
| No. | Dátum               | Helyszín                                   | Ellenfél      | Gól | Eredmény | Verseny                                    |
| --- | ------------------- | ------------------------------------------ | ------------- | --- | -------- | ------------------------------------------ |
| 1   | 2017. június 11.    | Philip II Aréna, Szkopje, Macedónia        | Spanyolország | 1–2 | 1–2      | 2018-as labdarúgó-világbajnokság-selejtező |
| 2   | 2020. szeptember 8. | Borisz Paicsadze Stadion, Tbiliszi, Grúzia | Grúzia        | 1–1 | 1–1      | 2020–2021-es UEFA Nemzetek Ligája          |

## Sikerei, díjai
- HNK Rijeka
  - Horvát bajnok: 2016–17
  - Horvát kupa: 2016–17

- Sporting CP
  - Portugál kupa: 2018–19
  - Portugál ligakupa: 2017–18, 2018–19

- Dinamo Zagreb
  - Horvát bajnok: 2020–21, 2021–22, 2022–23
  - Horvát kupa: 2020–21